# Mali princ
Mali princ (fr.  Le Petit Prince) najpoznatija je novela francuskog pilota Antoinea de Sainta-Exuperyja iz 1943. godine. Saint-Exupéry napisao ju je dok je živio u SAD-u. Prevedena je na preko 290 svjetskih jezika i dijalekta, i prodana u više od 80 milijuna primjeraka, tako da je to jedna od najprodavanijih knjiga svijeta. 
Knjiga je ilustrirana vlastitim piščevim crtežima, njih je koristio da opiše likove. Knjiga je mnogostruko adaptirana, u raznim oblicima.

## Radnja
Na prvoj stranici pisac kaže da knjigu posvećuje Leonu Vertu kad je bio mali dječak.
Pripovjedač u prvom poglavlju pokazuje svoj crtež udava sa slonom u stomaku, a inspiraciju za crtež dala mu je slika iz knjige Proživljene zgode, i navod da udav proždire svoju žrtvu cijelu, ne žvačući je. Odrasli su rekli da je to šešir, zato je on nacrtao i slona unutar udava, da se vidi, no odrasli su mu rekli da se mani crtanja i prihvati povijesti, zemljopisa, računa i gramatike. On je postao pilot i dolazio u dodir s mnogo ljudi, a svakome koga sretne pokazivao je crtež i svatko bi rekao da je na njemu šešir. I pripovjedač je živio dugo sam, sve dok mu se zrakoplov nije pokvario na sred pustinje Sahare. Ostao je sam s pitkom vodom samo za 8 dana. Sutradan je sreo dječaka koji ga je zamolio da mu nacrta ovcu. Bio je iznenađen jer dječak se nalazio tisuću milja dalje od nekog nastanjenog mjesta, a nije izgledao izgubljen, ni umoran, ni žedan, ni prestrašen. Pripovjedač, pošto nije znao nacrtati ovcu, nacrtao je slona u udavu, i na njegovo iznenađenje, princ je rekao:
»Ne! Ne! Ne ću slona u udavu. Udav, to je vrlo opasno, a slon je ogroman. U mene nema mnogo mjesta. Treba mi ovca. Nacrtaj mi ovcu!«
Nakon nekoliko neuspješnih ovaca, pisac nacrta sanduk, a dječak je u njemu vidio ovcu i rekao da mu baš takva treba.
Dom malog princa je asteroid ili planet, malen kao kuća, s tri vulkana (dva aktivna, jedan ne) i ružom. Pisac ga je locirao kao asteroid B612, a to je jako važno u konceptu knjige, jer pisac objašnjava da odrasli mogu zamisliti tu planetu samo ako se kaže točna brojka.
Princ i pripovjedač vode raspravu o činjenici da ovce jedu cvijeće, imalo ono bodlje ili ne. Ubrzo je pisac bolje upoznao taj cvijet. Na planetu malog princa rasli su razni cvjetovi i korisne biljke, ali i opasni baobabi. Opasni jer ako narastu preveliki mogu mu uništiti planet. Zato ih princ svako jutro čisti s planeta dok su još mali. Jednom prilikom, princ je na planetu našao za njega jako posebno i neviđeno sjeme i pustio ga da raste. Iz njega je narasla ruža. Princ je vodio dug razgovor s taštom ružom, koja ga je tjerala da je stavi pod stakleno zvono i da se prema njoj odnosi posebno. Princu je to dosadilo i oprostio se s cvijetom, te krenuo na put. Obišao je nekoliko planeta, sa samo po jednim čovjekom na njoj, a u tih poglavlja (koliko je planeta) pisac opisuje razmišljanja odraslih ljudi i razliku razmišljanja odraslih i djece. Na prvom planetu bio je kralj. U razgovoru kralj je princu objasnio da vlada nad svim, dakle cijelim Svemirom. Princu je bilo dosadno i htio je napustiti kralja, a on ga je imenovao ministrom i veleposlanikom samo da ostane na njegovom malom planetu, no ipak princ nije ostao. Na drugom planetu koji je princ posjetio bio je hvalisavac koji je zahtijevao od princa da mu se divi i da mu kliče, no princ je otišao, s istim zaključkom kao i onim kad je napustio kralja.
Na trećem planetu bio je pijanac koji pije da zaboravi što se srami što pije. Princ ga je napustio s istim zaključkom. Četvrti planet pripadao je poslovnom čovjeku koji je stalno zauzet brojenjem zvijezda. Misli da ih posjeduje, jer nitko se prije nije sjetio da ih posjeduje. Broji zvijezde da kupi nove. Princ se čudi jer zvijezde ne služe ništa poslovnom čovjeku, niti on treba njima, a prinčeva ruža i vulkani trebaju princa jer on ih održava. Napušta poslovnog čovjeka i ide na peti planet. Na njemu se nalazio fenjer i fenjerdžija. Svaki minut fenjerdžija mora paliti i gasiti fenjer, jer na njegovom planetu dan traje jednu minutu. Princ se divi, jer on voli zalaske sunca, a fenjerdžija ih vidi svakog minuta, također, princ misli da je on jednini u kome bi imao prijatelja, jer jedini se brine o nečem drugom umjesto o sebi. Šesti planet bio je mnogo veći. Na njemu se nalazio stari čovjek koji piše knjige – geograf, ali geograf koji nikad ne napušta svoj stol, već čeka istraživače da istražuju za njega, a on će to samo zapisati. Princ (u kojem je vidio istraživača) opisao mu je svoj planet, no geografu nisu bili važni ni cvijet ni to da li je vulkan ugašen ili aktivan. Princ se razočarao jer mu je on rekao da je cvijet kratkotrajan. Na savjet geografa, posjetio je Zemlju. Sletio je u pustinju Saharu i tu sreo zmiju koja mu kaže da ga može vratiti na njegov planet, jer onaj koga dotakne, vraća se zemlji iz koje je došao. Princ nastavi put i nađe pustinjski svijet, koji mu je rekao da nema puno ljudi, samo šest, sedam. Onda se uspeo na jednu planinu i zamijenio odjek s ljudima, a litice s čitavom Zemljom, te se jako zabunio. Nakon što je prešao pijesak, stijenje i snijeg, otkri jedan put koji ga odvede do bašte ruže. Razočarao se jer je shvatio da njegova ruža nije jedinstvena. Onda se pojavila lisica koja mu je objasnila da je njegova ruža posebna jer on ju je pripitomio i ona je pripitomila njega, i na primjeru odnosa njega i nje objasnila što znači riječ pripitomiti. Tako ju je on pripitomio Nakon još nekoliko dana puta, koje je prepričao pripovjedaču, pisac se vraća u Saharu, i to u osmi dan nakon svog pada, kad on i princ ostaju bez vode. Princ mu je pomogao da nađe bunar.
Pisac i princ popili su vode, i princ mu je rekao da se vrati na posao. Sutradan pripovjedač ugleda princa kako priča sa zmijom otrovnicom. Ona pobježe, a princ mu kaže da on danas ide na svoj planet. U ovom, predzadnjem poglavlju, nalazi se važna životna pouka.
Na kraju zmija povede princa na njegov planet. Srušila ga je. Sutradan pripovjedač nije vidio princa. Znači, pojela ga je.
Na zadnjoj je stranici pejzaž mjesta na kojem je zmija usmrtila princa.

## Važnije adaptacije
Saint-Exupéryjeva novela adaptirana je u raznim medijima kroz desetljeća. Richard Burton 1974. godine napravio je Grammyjem nagrađenu snimku, a skladatelj Riccardo Cocciante producirao je mjuzikl na francuskom jeziku Le Petit Prince, kasnije oživljen u Hong Kongu, 2007. Ruski skladatelj Lev Knipper napisao je trodijelnu simfoniju od 1962.-'71., njegovu skazku nazvanu Malen′kiy prints (‘Mali princ’), prvi put izvedenu u Moskvi 1978. godine. U filmu i televiziji,  Loewe i tekstopisac Lerner, zajedno s redateljem Stanleyem Donenom, producirali su mjuzikl baziran na priči za Paramount Pictures 1974. godine, i tijekom 1980.-tih, Pustolovine malog princa, japansku animiranu seriju, prenošenu u Japanu i Sjevernoj Americi.

## Hrvatski prijevodi
Mali princ ima šest inačica na službenom hrvatskom jeziku: prvi Mie Pervan-Plavec (1993.), drugi Ivana Kušana (1998.), treći Gorane Rukavine (2000.), četvrti Luke Paljetka (2000.), peti Mie Pervan-Plavec (2000.), šesti Marijane Horvatinović (2001.).
Ivan Rotter je preveo Malog princa na standardni regionalni jezik gradišćanskih Hrvata (1998.). Godine 2018. Kajkavsko spravišče objavilo je kajkavski prijevod Mali kralevič s mentorstvom i surađivanjem prof. dr. Đure Blažeka. Godine 2021. Tea Perinčić je prevala Malog princa na čakavsko narječje (na primorski dijalekt) pod naslovom Mići princ. Drugi je čakavski prijevod bio izdan također 2021.: pjesnikinja Nada Galant je prevela roman na istarsko žminjsko narječje pod naslovom Minji kraljić. 2009. godine Walter Breu i Nicola Gliosca su izdali prijevod na moliškom hrvatskom: Mali kraljič.

## Unutarnje poveznice
- Dodatak:Le Mondeovih 100 knjiga stoljeća

## Vanjske poveznice
- Le Petit Prince  Arhivirana inačica izvorne stranice od 6. siječnja 2011. (Wayback Machine) (fr.)
- Mali princ, zbirka 462 jezika
- Petit Prince Collection - 542 translations
- Popis različitih izdanja  Arhivirana inačica izvorne stranice od 20. travnja 2008. (Wayback Machine)
- Istraživanje
- Istraživanje u SparkNotes
- Muzej posvećen Malom princu  Arhivirana inačica izvorne stranice od 18. listopada 2012. (Wayback Machine)
- The Little Prince